# Cattivi esempi
Cattivi esempi è un singolo del gruppo musicale italiano Club Dogo, pubblicato il 24 aprile 2012 come primo estratto dal sesto album in studio Noi siamo il club.

## Tracce
1. Cattivi esempi – 3:40

## Classifiche
| Classifica (2012) | Posizione massima |
| ----------------- | ----------------- |
| Italia            | 16                |